# Stillahavstrådsill
Stillahavstrådsill (Opisthonema libertate) är en fiskart som först beskrevs av Günther, 1867.  Stillahavstrådsill ingår i släktet Opisthonema och familjen sillfiskar. IUCN kategoriserar arten globalt som livskraftig. Inga underarter finns listade i Catalogue of Life.